# ليزابيرغ

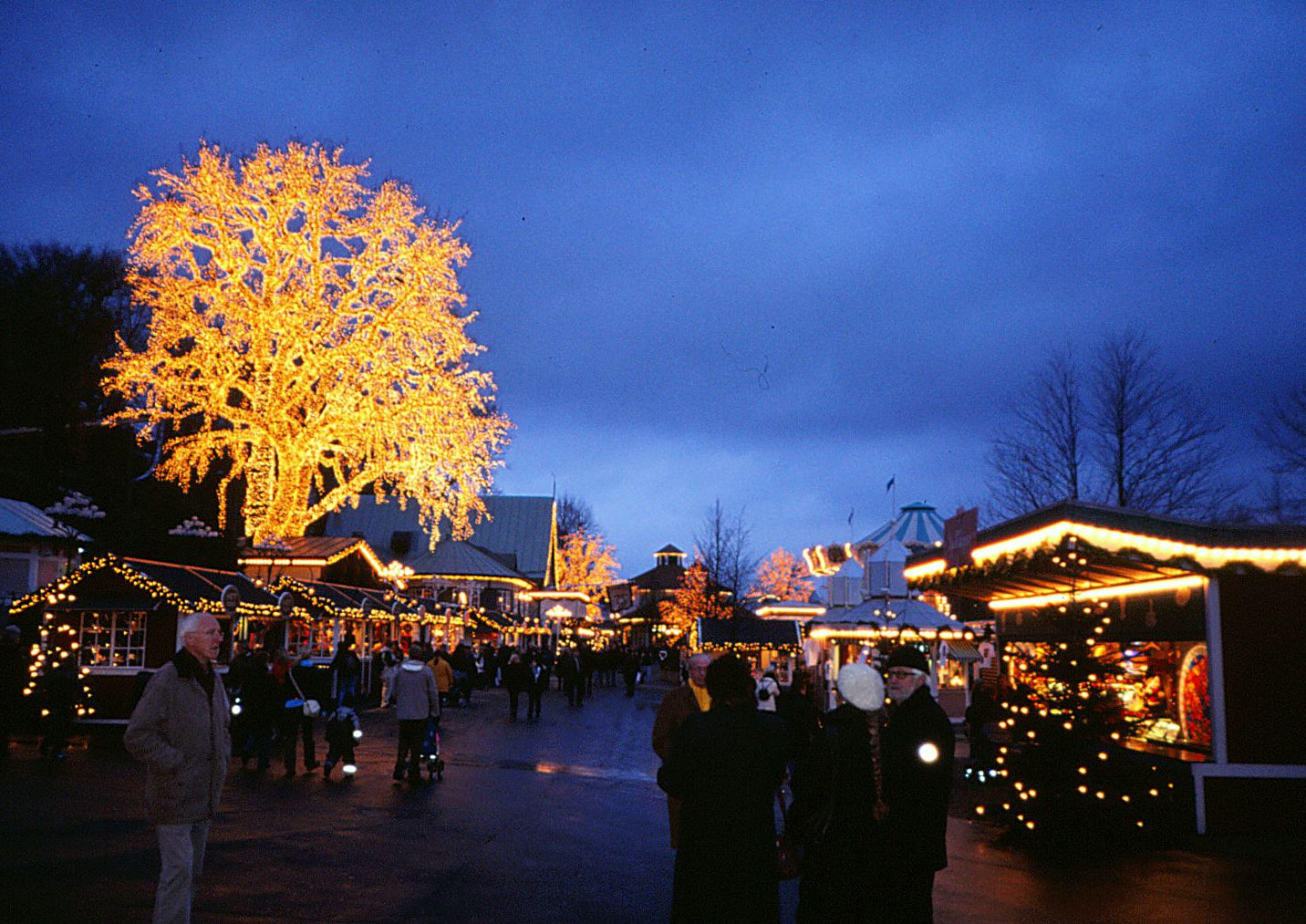
ليزابيرغ وقت رأس السنة.

ليزابيرغ تعتبر أكبر مدينة ترفيهية في غوتنبرغ في السويد. أفتتحت في 8 من مايو 1923. وهي الوجهة الأكثر زيارة في إسكندنافيا.

## وصلات خارجية
- الموقع الرسمي